# Bernhard Sigmund Schultze

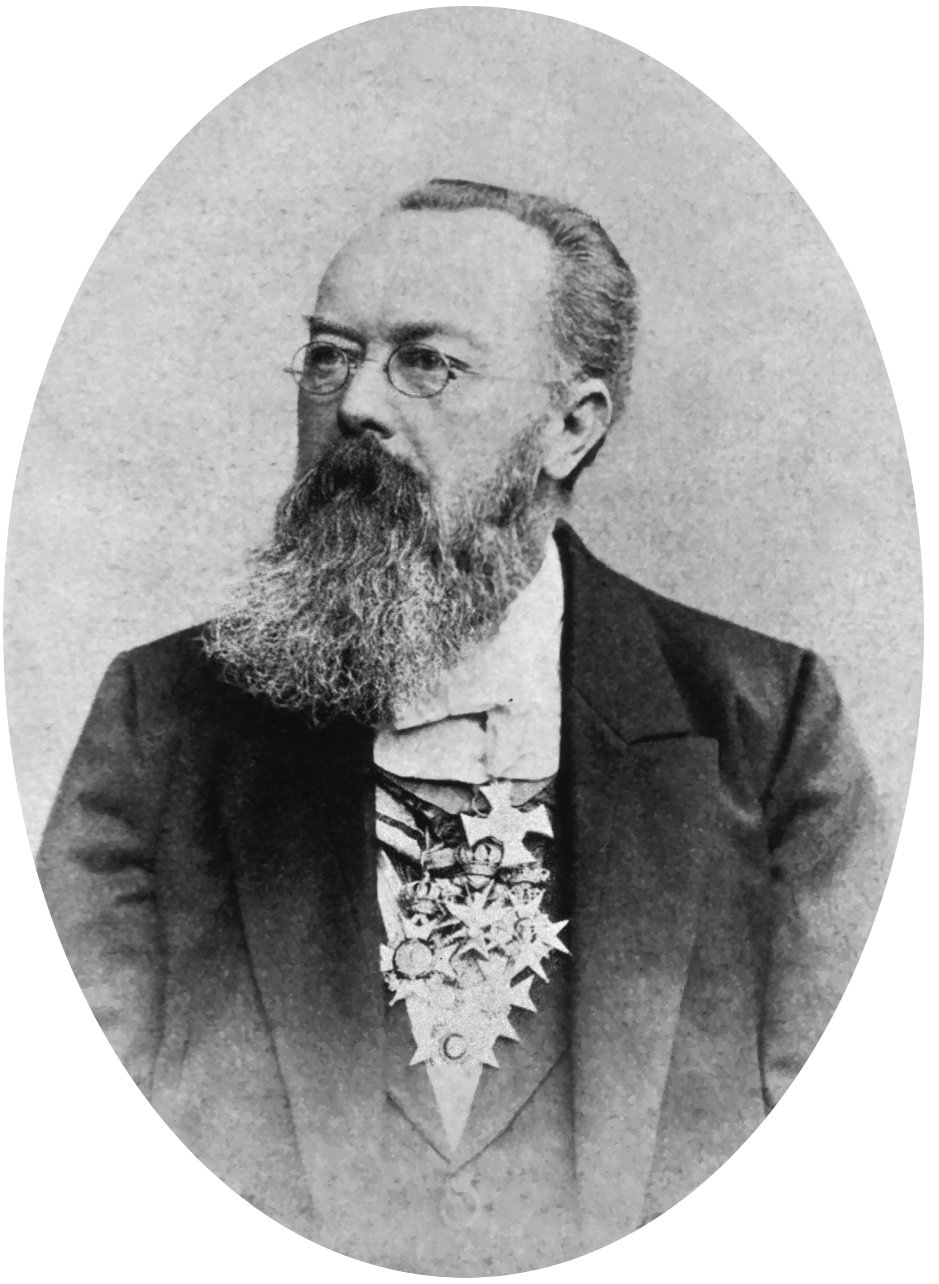
Bernhard Sigmund Schultze, vor 1891

Bernhard Sigmund Schultze, auch Bernhard Sigismund Schultze, ab 1912 Schultze-Jena, (* 29. Dezember 1827 in Freiburg im Breisgau; † 17. April 1919 in Jena) war ein deutscher Gynäkologe und Geburtshelfer.

## Leben
Schultze war Sohn von Karl August Sigismund Schultze (1795–1877), einem Professor für Anatomie und Physiologie. Er entstammte einer Gelehrten- und Beamtenfamilie. Sein Bruder Max Johann Sigismund Schultze (1825–1874) war Anatom und Zoologe. Die Brüder August Sigismund Schultze und Richard Sigismund Schultze waren Juristen. Sein Neffe, Oskar Max Sigismund Schultze, war, wie sein Vater Max Johann Sigismund, Anatom und Ordinarius für das Fachgebiet an der Universität Würzburg.
Bernhard Schultze studierte an der Königlichen Universität Greifswald und der Friedrich-Wilhelms-Universität zu Berlin, wo er 1851 als Unterassistent an der Chirurgischen Klinik unter Bernhard von Langenbeck tätig war. Schultze wurde 1851 in Greifswald zum Dr. med. promoviert. Das Staatsexamen absolvierte er von 1851/52 in Berlin.
Er habilitierte sich 1853 in Greifswald für Anatomie und Physiologie  und erhielt den Titel Privatdozent. Schultze fühlte sich jedoch mehr zur praktischen Medizin hingezogen. 1854 wurde er Assistent an der Universitätsfrauenklinik zu Berlin unter Dietrich Wilhelm Heinrich Busch. 1856 wurde er dort für das Fachgebiet Gynäkologie habilitiert und Dozent für Geburtshilfe und Frauenkrankheiten. Als 1858 nach dem Tod von Busch Eduard Arnold Martin nach Berlin berufen wurde, folgte er, als dessen Nachfolger, dem Ruf an die Universitätsfrauenklinik Jena. Im Wintersemester 1864/65 war Bernhard Sigmund Schultze Rektor der Universität Jena.
1865 wurde er in die Deutschen Akademie der Naturforscher Leopoldina gewählt.
1903 schied er aus der akademischen Lehrtätigkeit aus, ohne dass sein Schüler Felix Skutsch sein Nachfolger werden konnte. Am 27. März 1903 wurde er aus diesem Anlass zum Wirklichen Geheimen Rat ernannt und ihm wurde die Ehrenbürgerschaft der Stadt Jena verliehen. Aufgrund seiner hervorragenden Leistungen in seinem medizinischen Fachgebiet wurde ihm 1912 von Großherzog Wilhelm von Sachsen-Weimar-Eisenach die Ehrung erteilt, den Familiennamen „Schultze-Jena“ führen zu dürfen, wonach die gesamte Familie Schultze-Jena hieß.
Schultzes Grab auf dem städtischen Friedhof wird aufgrund der Ehrengräbersatzung der Stadt Jena durch die Stadt Jena erhalten.

## Familie
Schultze heiratete die 21-jährige Adelige Auguste Wilhelmine Karoline geb. Freiin von und zu Egloffstein (1850–1934), die Tochter des Jenaer Oberlandesgerichtspräsidenten Julius von Egloffstein. Ihr ältester Sohn Leonhard Schultze-Jena wurde ein bekannter Zoologe und Anthropologe an der Philipps-Universität Marburg. Der Tod ihres zweiten Sohnes, des Juristen Hans Schultze-Jena (1874–1914), der als Kaiserlicher Bezirksamtmann in Outjo in Deutsch-Südwestafrika tätig war, wurde zum Auslöser für den Kampf um Naulila und den portugiesisch-deutschen Grenzkrieg in Angola zu Beginn des Ersten Weltkriegs. Der dritte Sohn Kurt Schultze-Jena (1876–1960) wurde wie sein Vater ein bekannter Mediziner; er war von 1909 bis 1915 als Lehrer an der deutschen medizinischen Schule in Shanghai tätig und wirkte ab 1919 als Chirurg in Weimar.

## Bedeutung

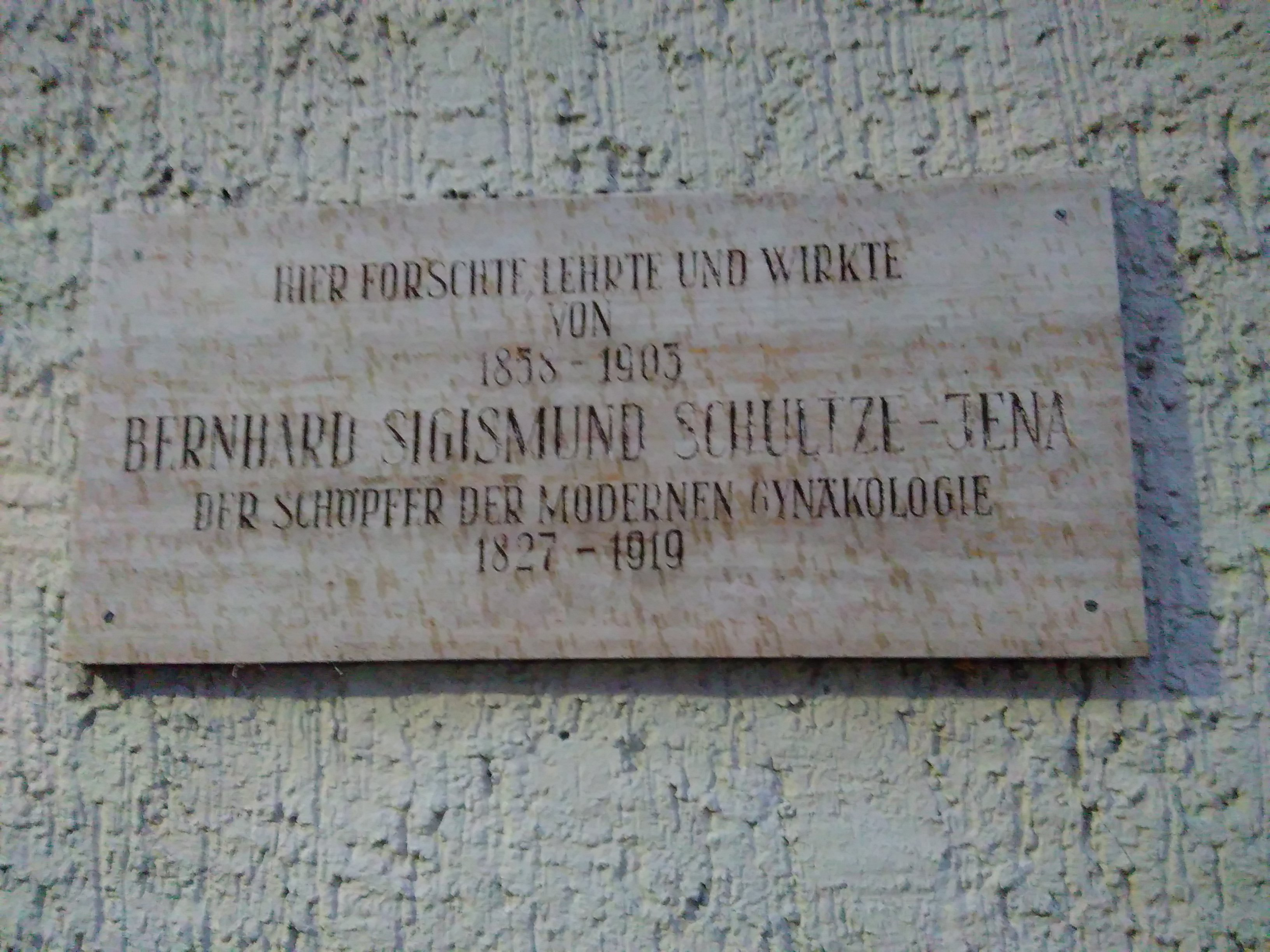
Gedenktafel für Schultze - Jena an der Klinik für Gynäkologie in Jena

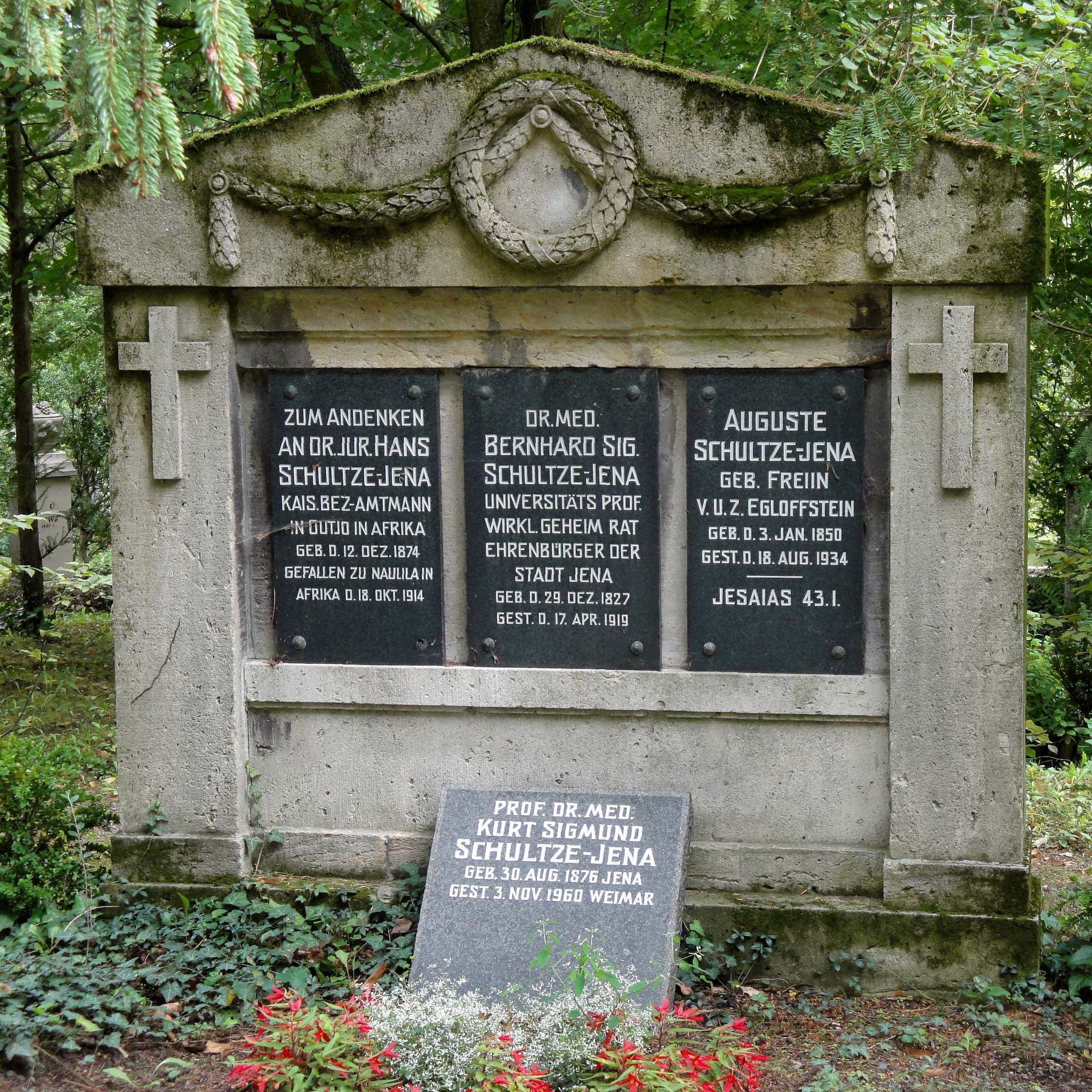
Grab von Schultze-Jena

Bernhard Sigmund Schultze erwarb sich besondere Verdienste durch seine Arbeiten über die gynäkologischen Untersuchungsmethoden, die Wiederbelebung asphyktischer Neugeborener (1860 hatte er dazu die „Schultzeschen Schwingungen“ eingeführt), die Behandlung der Gebärmutterkrankheiten und das Hebammenwesen. Gustav Döderlein, von 1946 bis 1959 selbst Ordinarius in Jena, bezeichnete Schultze als Reformator der Geburtshilfe und Begründer der modernen Gynäkologie.
Schultze beschrieb in seiner Arbeit Über die anomale Duplicität der Axenorgane als Erster, dass die Gebärmutter in der Embryonalzeit aus zwei Anlagen entsteht. Die von ihm 1866 erstmals veröffentlichte Methode der Wiederbelebung Neugeborener mittels Schwingen, galt seinerzeit als sehr erfolgreich.
Um 1864 hatte er die bimanuelle Palpation zur gynäkologischen Untersuchung ausgebaut.
Einige Schriften Schultzes sind Teil der Sammlung des Archivs der Akademie gemeinnütziger Wissenschaften zu Erfurt.

## Schriften
- Über die anomale Duplicität der Axenorgane. Virchow’s Archiv VII
- Das Nabelbläschen, ein constantes Gebilde in der Nachgeburt des ausgetragenen Kindes. W. Engelmann, Leipzig 1861 (eingeschränkte Vorschau in der Google-Buchsuche).
- Ein Kaiserschnitt. Schreiber, 1862 (eingeschränkte Vorschau in der Google-Buchsuche).
- Der Scheintod Neugeborener. Mauke, 1871 (eingeschränkte Vorschau in der Google-Buchsuche).
- Ueber Zwillingsschwangerschaft. Volkmann’s Slg. klin. Vortr., Breitkopf und Härtel, Leipzig, 1872
- Ueber die Lageveränderungen der Gebärmutter. Volkmann’s Slg. klin. Vortr., Breitkopf und Härtel, Leipzig, 1873
- Zur Klarstellung der Indicationen für Behandlung der Ante- und Retroversionen und -flexionen der Gebärmutter. Volkmann’s Slg. klin. Vortr., Breitkopf und Härtel, Leipzig, 1879
- Unser Hebammenwesen und das Kindbettfieber. Volkmann’s Slg. klin. Vortr., Breitkopf und Härtel, Leipzig, 1884
- Lehrbuch der Hebammenkunst. W. Engelmann, Leipzig 1860 (eingeschränkte Vorschau in der Google-Buchsuche).
- Zur Therapie hartnäckiger Retroflexion der Gebärmutter. Slg. klin. Vortr., Breitkopf und Härtel, Leipzig, 1891
- Unser Hebammenwesen und die Reformpläne. Volkmann’s Slg. klin. Vortr., Breitkopf und Härtel, Leipzig, 1903
- Die Axendrehung (Cervixtorsion) des myomatösen Uterus. Volkmann’s Slg. klin. Vortr., Breitkopf und Härtel, Leipzig, 1906
- Über den Scheintod Neugeborener und über Wiederbelebung scheintot geborener Kinder. J. A. Barth, Leipzig, 1918